# 生物色素

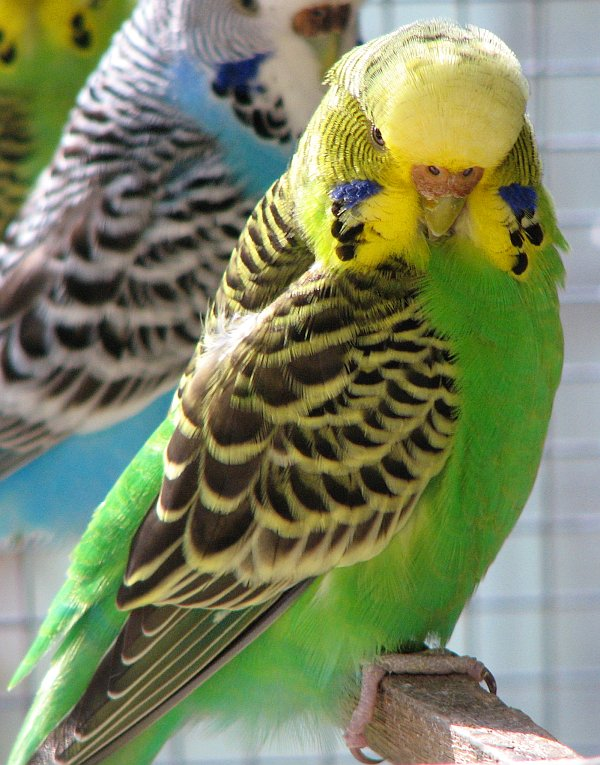
虎皮鹦鹉由黄芩素颜料及其绿色组合而成，黄色与蓝色结构颜色相同。背景中的蓝白鸟缺乏黄色素。两只鸟的黑色斑点都是黑色真黑素。

生物色素是生物細胞中的一類化學物質，它們因為一些特殊的化學結構，能夠對光線造成反射、干涉、散射或是吸收等效果。動物的皮膚、毛髮、眼睛等部位具有不同種類色素細胞。

## 常見的生物色素

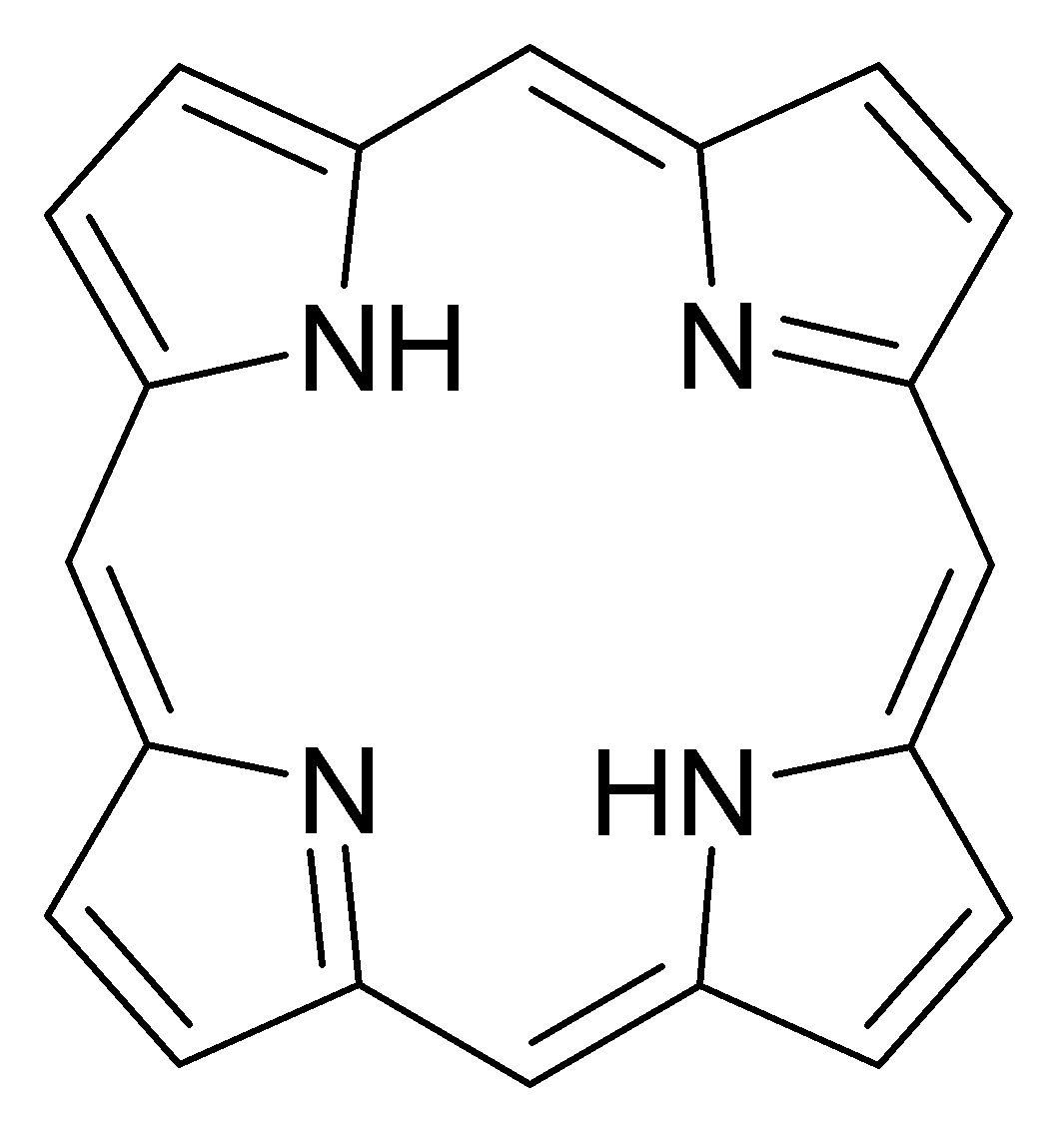
卟啉環（porphyrin ring）的化學結構，是由4個吡咯環相連而成。

### 以卟啉為基本的生物色素
血紅素、葉綠素、膽色素（bilirubin）、血青蛋白、血紅蛋白、 肌紅蛋白。

### 發光色素
螢光素（luciferin）。

### 脂色素（lipochrome）
- 類胡蘿蔔素：胡蘿蔔素、花青素（anthocyanin）、茄紅素、視紫素（rhodopsin）。
- 葉黃素：角黃素（canthaxanthin）、玉米黃素（zeaxanthin）、葉黃素（lutein）、蝦紅素

### 光合色素
葉綠素、藻膽蛋白（phycobiliproteins）。

### 黑色素衍生物
黑色素、真黑色素（eumelanin）、神經黑色素、假黑素素（pheomelanin）。